# Дзуси
Дзуси (яп. 逗子市 Дзуси-си) — город в Японии, находящийся в префектуре Канагава. Площадь города составляет 17,34 км², население — 57 683 человека (1 августа 2014), плотность населения — 3326,59 чел./км².

## Географическое положение
Город расположен на острове Хонсю в префектуре Канагава региона Канто. С ним граничат города Иокогама, Камакура, Йокосука и посёлок Хаяма.

## Население
Население города составляет 57 683 человека (1 августа 2014), а плотность — 3326,59 чел./км². Изменение численности населения с 1980 по 2005 годы:
| 1980 | 58 479 чел. |  |
| 1985 | 57 656 чел. |  |
| 1990 | 56 704 чел. |  |
| 1995 | 56 578 чел. |  |
| 2000 | 57 281 чел. |  |
| 2005 | 58 033 чел. |  |

## Символика
Деревом города считается камелия, цветком — трициртис.

## Транспорт
- Кокудо 16

## Города-побратимы
- Сибукава, Япония (1979)
- Назаре, Португалия (2004)